# Eucharis oxyandra
Eucharis oxyandra là một loài thực vật có hoa trong họ Loa kèn đỏ. Loài này được (Ravenna) Ravenna mô tả khoa học đầu tiên năm 1985.